# Power Macintosh 8600
A Power Macintosh 8600 számítógépet az Apple gyártotta és forgalmazta 1997. február 17. és 1997. augusztus 5. között. A Power Macintosh 8600 a Power Macintosh számítógép-családba tartozott. A Power Macintosht szokás Power Mac-ként vagy PM-ként említeni szóban és írásban, az Apple hivatalosan az első G4-es Power Macnél használta a Power Mac megnevezést.
A PM 8600-as is az új PowerPC 604e processzorra épült, amely a PowerPC 604 továbbfejlesztett változata. Ugyanazt az új házat – mini torony formátum – használta, mint a PM 9600. Nyolc RAM foglalat és három PCI hely állt rendelkezésre bővítéshez. Fejlett audió-videó portokat tartalmaz, beleértve az RCA audió, az S-Video és a kompozit videó be- és kimenetet. A PM 8600-as értékesítését kezdettől fogva gyártási és szállítási problémák nehezítették, csak 1997 júniusára, négy hónappal a bevezetése után vált széles körben elérhetővé a számítógép. A 300 MHz-es modell gyártása is késett a bejelentése után, de nem annyira, mint az eredeti modell volt.
1997 augusztusában az eredeti modellt két gyorsabbra cserélték, 250 és 300 MHz-esre. A PM 8600-ast 1998 februárjában, néhány hónappal a helyére lépő Power Macintosh G3 Mini Tower bemutatása után leállították.

## Power Macintosh 8600 verziók
- 1997. február 17. Power Macintosh 8600/200
- 1997. augusztus 5. Power Macintosh 8600/250[3]
- 1997. augusztus 5. Power Macintosh 8600/300[3]

## A Power Macintosh 8600 technikai leírása
A álló házas (mini torony) gép súlya 15,9 kg, magassága 439 mm, szélessége 246 mm és mélysége 439 mm volt. A számítógépet 200 MHz-es PowerPC 604e processzor vezérelte (L1 cache: 64kB, L2 cache: 256k), a rendszerbusz 50 MHz-en működött. Az adatokat a 2 GB SCSI belső merevlemezre lehetett elmenteni. Külső adattárolási lehetőséget az 1,44 MB kapacitású hajlékonylemez meghajtó és 12x CD-ROM kínált. A gépet System 7.5.5 operációs rendszerrel szállították. A nyolc memória helyre az alapkonfigurációban 32 MB (70 ns) memóriát ültettek, maximálisan 1.0 GB kezelésére volt képes a gép a gyári specifikáció szerint. A számítógépnek nem volt saját kijelzője. A videó-kimeneten át 832x624 képpont felbontású jelet adott ki. A kép megjelenítést 2 MB (maximum: 4 MB) videó-memória támogatta. A gép két portot – AAUI és 10Base-T – kínált Ethernet csatlakozáshoz és nem volt beépített modeme. A gépnek a következő csatlakozói voltak: egy ADB,  egy DB-25 SCSI-hoz, két Geoport, egy S-videó be, egy S-Videó ki és egy mikrofon (Plain Talk). A gép bővíthetőségét szolgálta egy LC PDS bővítőhely. Külső SCSI eszköz (merevlemez) csatlakoztatására is volt lehetőség.

## Technikai adatok táblázatban
A táblázat nem tartalmazza az összes műszaki paramétert. Az egyes modelleknél a bemutatáskor érvényes adatokat soroljuk fel, a későbbi frissítéseket nem. Az adatok az Apple adatlapjáról származnak, a hiányzó adatok – egyes gépeknél a kivezetés időpontja, az összes kijelző adat, üzemóra adat... – az Everymac.com oldalról és a Mactracker alkalmazásból valók.
| Gép nevebemutatva kivezetveoperációs rendszer    | Méretmagasság szélesség mélység súly            | Processzorprocesszor @órajel L1 és L2 cacherendszerbusz | Memóriaalap max. @sebességhely, típus            | Háttértármerevlemezkülső adathordozó | Kijelzőmérete felbontása (képpont)           | Grafikavideókártyamemória (max.) VRAM típus | Csatlakozók, bővíthetőségEthernetmodembelső bővítőhelyegyéb |
| ------------------------------------------------ | ----------------------------------------------- | ------------------------------------------------------- | ------------------------------------------------ | ------------------------------------ | -------------------------------------------- | ------------------------------------------- | ----------------------------------------------------------- |
| PM 86001997. febr. 17. 1997. aug. 5.System 7.5.5 | 439x246x439 mm 15,9 kg álló házas (mini torony) | PowerPC 604e @200 MHz L1: 64kB L2:256kBusz: @50 MHz     | 32 MB max: 1.0 GB @70 nsnyolc hely, 168-pin DIMM | 2 GB (SCSI)12x CD-ROM                | nincs kijelző.Videókimenet: 832x624 képpont. | nincs2 MB / 4 MB 1 MB VRAM DIMM             | Ethernet: AAUI és 10Base-T–három PCI                        |

## Power Macintosh számítógépek az időben
| A Power Macintosh számítógépek idővonalon |
| --- |
| |
| A színek kezdete a bemutató időpontja, a forgalmazás több esetben is hónapokkal később kezdődött. Megeshet, hogy egy csík végét kitakarja egy másik csík eleje. Előfordul, hogy a gyártás befejezését követően még egy ideig forgalomban marad a gép adott verziója. A 6100/66 géppel kezdődő sorok az asztali, fekvő Power Macintoshok, a 8100/80 géppel kezdődő sorok az álló Power Macintosok, a kis álló házat szürke csík jelöli. Az 5200/75 LC géppel kezdődő sorok a kijelzővel egybeépített Power Macintoshok. Az Apple adatlapokon nem szereplő adatok forrása az EveryMac. |

## Fordítás
Ez a szócikk részben vagy egészben  a   Power Macintosh 8600 című angol Wikipédia-szócikk ezen változatának fordításán alapul.  Az eredeti cikk szerkesztőit annak laptörténete sorolja fel. Ez a jelzés csupán a megfogalmazás eredetét és a szerzői jogokat jelzi, nem szolgál a cikkben szereplő információk forrásmegjelöléseként.